# Kampa (isola)

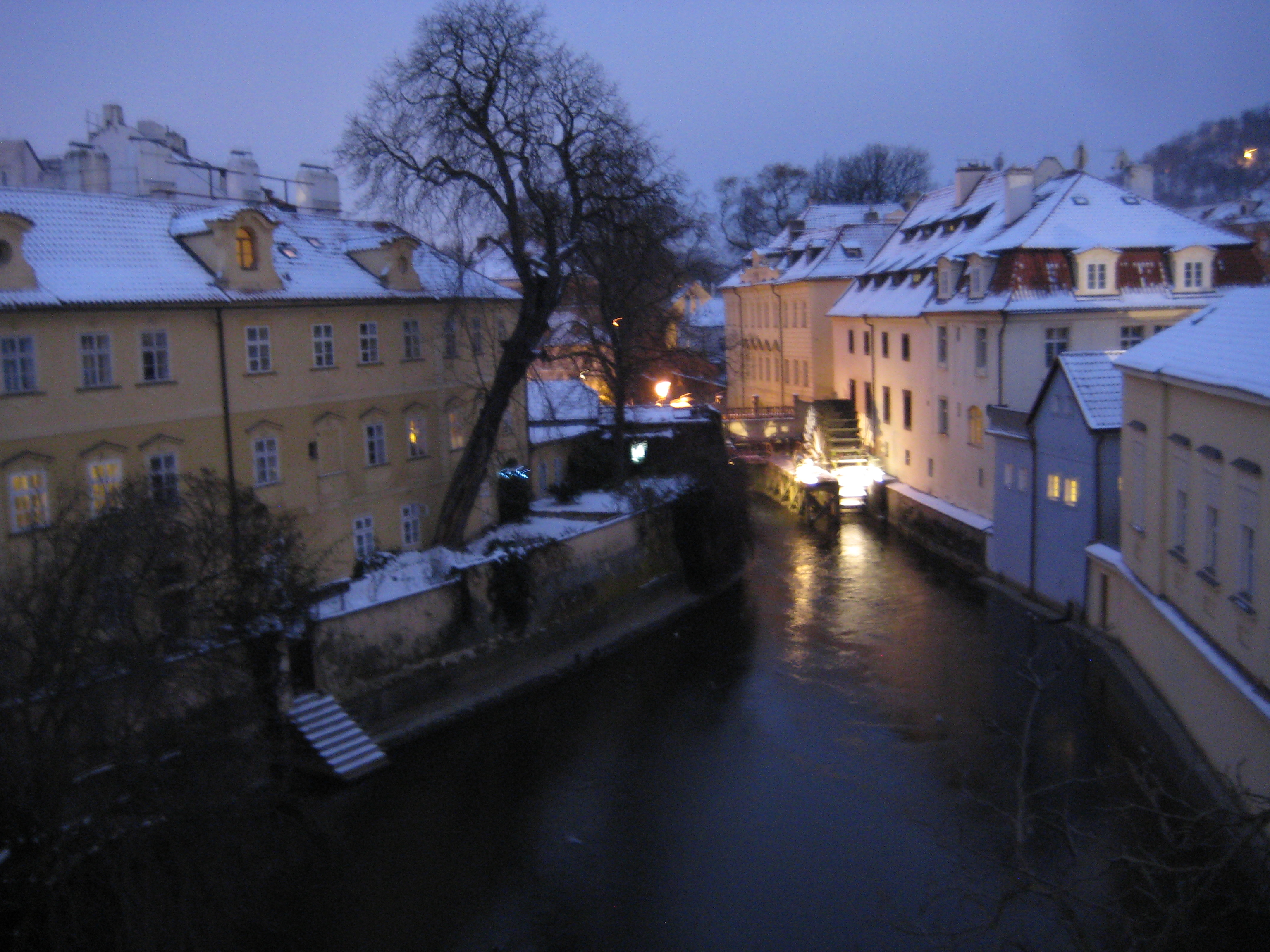
La Čertovka e l'isola di Kampa (sulla sinistra)

L'isola di Kampa è un'isola che si trova nel fiume Moldava, nel centro di Praga, sul lato di Malá Strana.
La sua punta settentrionale è attraversata dal Ponte Carlo ed è separata dal quartiere di Malá Strana da un canale artificiale chiamato il "canale del Diavolo" (Čertovka), un corso d'acqua scavato per alimentare dei mulini ad acqua. 
Nell'isola di Kampa, i soldati spagnoli si accamparono durante la battaglia della Montagna Bianca.
È dotata di una ampia area verde pubblica, in cui sono state installate due sculture di David Černý ("Bronze Babies") e vi trova sede l'omonimo Museo di arte moderna e di esposizioni temporanee (Museum Kampa), aperto nel 2003.

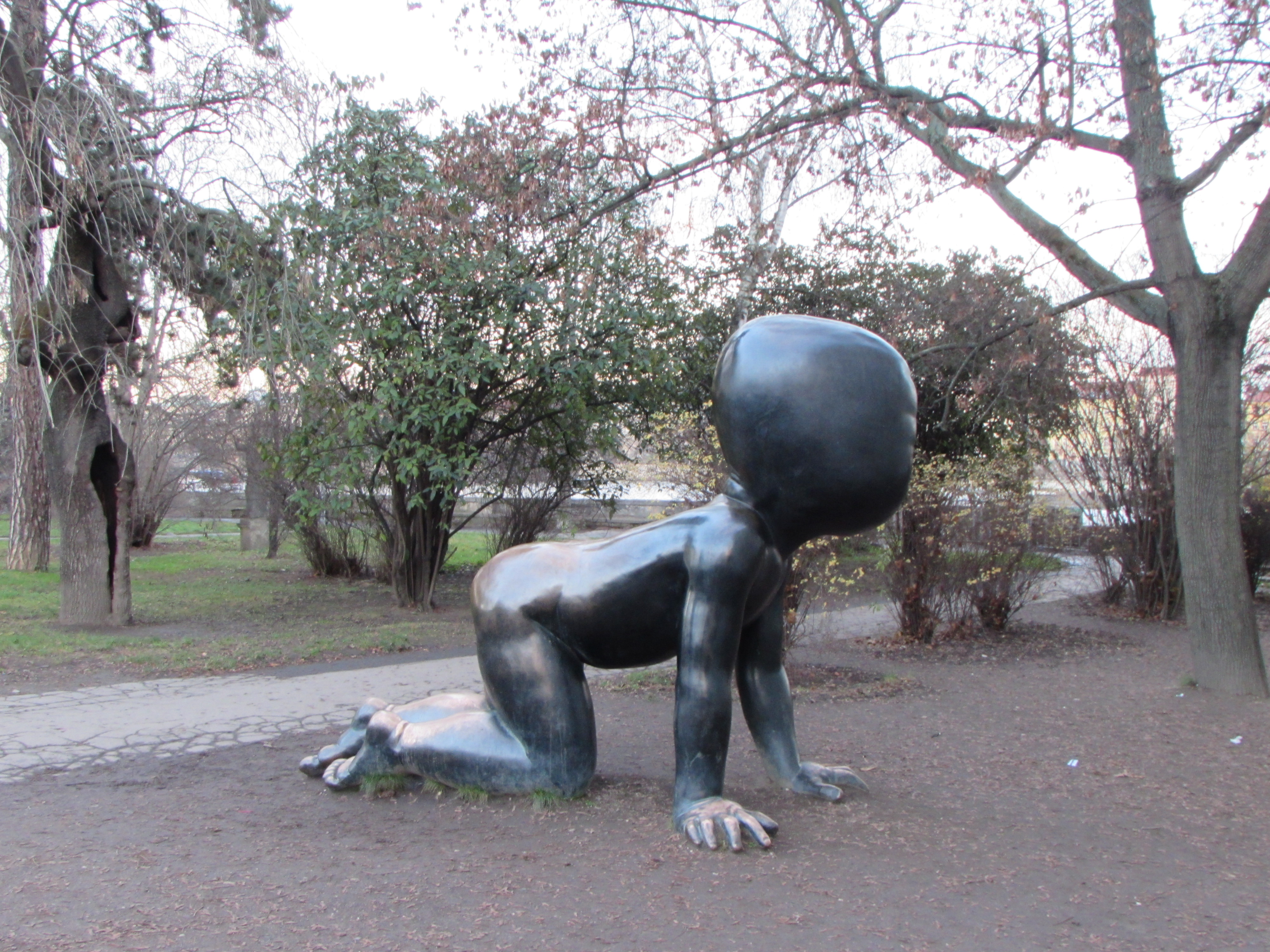
Installazione "Babies" di David Cerny

## Curiosità
- Nella piazza principale dell'Isola sono state girate le scene iniziali del film Mission: Impossible, di Brian de Palma (1996).[2]